# Biblioteca de la Universidad de Daca
La Biblioteca de la Universidad de Daca se encuentra en la ciudad capital de Bangladés y comenzó en 1921 con una colección de dieciocho mil libros recibidos desde el Instituto Dhaka College y el colegio de Derecho. La Biblioteca cuenta con seis  lakh (equivalente a cien mil), ochenta mil libros y revistas. Además, cuenta con alrededor de treinta mil manuscritos raros. La biblioteca de la Universidad de Daca es la más grande del país. El edificio de la Universidad está situado en el camino hacia el edificio de la facultad de arte de la Universidad de Daca. Todas las actividades de la biblioteca se realizan a partir de tres edificios separados. El edificio administrativo, el edificio de la biblioteca principal y la ampliación del edificio y el edificio de ciencias.